# Nevezetes szlovákiai magyarok listája
Ez a lista a Szlovákiában (korábban Csehszlovákiában) született vagy ott élő/élt híres magyar személyeket tartalmazza. A lista nem tartalmazza azokat a személyeket, akik 1918 előtt éltek a mai Szlovákia területén. (Róluk lásd a Felvidék szócikket!)

## Történelmi személyek

### Egyházi személyek
- Boldog Salkaházi Sára szerzetesnő, vértanú
- Wick Béla római katolikus pap, tanító, történész

### Írók, költők, újságírók, irodalmárok
- Bátky László újságíró, szerkesztő
- Csanda Sándor irodalomtörténész, egyetemi tanár
- Csehy Zoltán költő, műfordító, egyetemi oktató
- Dobos László (1930-2014) író
- Egri Viktor író, szerkesztő
- Grendel Lajos író, egyetemi tanár
- Gyurcsó István költő
- Márai Sándor (1900-1989) író
- Sas Andor irodalomtörténész, egyetemi tanár
- Szőke József író, szerkesztő, bibliográfus
- Tordon Ákos Miklós gyermek- és ifjúsági író, műfordító
- Tőzsér Árpád költő, irodalomtörténész, egyetemi oktató
- Turczel Lajos irodalomtörténész

### Művészek
- Házy Erzsébet Kossuth-díjas és Liszt Ferenc-díjas opera-énekesnő
- Kassák Lajos (1887-1967) író, költő, képzőművész
- Kaszás Attila színművész
- Mécs László (1895–1978) katolikus pap, költő
- Ozsvald Árpád (1932–2003) költő
- Talamon Alfonz (1966-1996) író
- Zsigmondi Boris rendező, fotóművész

### Politikusok
- Esterházy János (1901–1957)
- Szüllő Géza

### Sportolók
- Csermák József kalapácsvető
- Gőgh Kálmán (1948–1995) Európa-bajnok labdarúgó
- Pituk Sándor (1904–2002) sakkfeladványszerző
- Molnár István (1913–1983) vízilabdázó

### Tudósok, kutatók
- Arany Adalbert László nyelvész, tanár, néprajzkutató, múzeumigazgató
- Duka-Zólyomi Árpád fizikus, politikus, európai parlamenti képviselő
- Khin Antal tanár, muzeológus
- Mácza Mihály történész
- Manga János néprajzkutató
- Nevizánszky Gábor régész
- Presinszky Lajos író-helytörténész, tanár
- Putz Éva néprajzkutató
- Simon Attila történész
- Szénássy Árpád történész, író
- Szénássy Zoltán író, helytörténész, tanár, néprajzkutató
- Szenczi Molnár Albert (1564-1634) nyelvtudós, fordító, utazó
- Thain János, festőművész, tanár
- Tok Béla tanár, helytörténész, muzeológus
- Znám István matematikus, egyetemi tanár

## Ma élő személyek

### Művészek
- Barak László író, közíró
- Ghymes együttes tagjai[1]
- Borbély Alexandra színművész
- Gubík Ági színművész
- Hodossy Gyula magyar író, könyvkiadó, igazgató[2]
- Kassai Csongor színművész[3]
- Kanócz Zsuzsa színművész[3]
- Szentpétery Ádám festőművész, művészetpedagógus
- Szvorák Katalin énekesnő
- Takács Nikolas énekes
- Tóbiás Szidi színművész[3]
- Tóth Károly színművész

### Politikusok
- Bauer Edit
- Berényi József
- Bugár Béla
- Csáky Pál
- Duray Miklós
- Gyurovszky László

### Sportolók
- Borbély Balázs labdarúgó
- Bugár Imre diszkoszvető
- Harsányi Zoltán labdarúgó
- Németh Szilárd labdarúgó
- Pinte Attila labdarúgó
- Priskin Tamás labdarúgó

### Tudósok, kutatók
- Hunčík Péter író, pszichiáter
- Liszka József etnológus
- Szabó Mária japanológus, irodalomtörténész
- Szarka László történész